# Jongmyo
Jongmyo és un santuari confucià dedicat a la memòria dels reis i reines morts de la dinastia Joseon de Corea (1392-1897). Està inscrit a la llista del Patrimoni de la Humanitat de la UNESCO des del 1995.